# 9694 Lycomedes
9694 Lycomedes este o planetă minoră (asteroid), cu un diametru de 31,736 km, din Asteroid troian al lui Jupiter. A fost descoperită pe 26 septembrie 1960 la Observatorul Palomar de Cornelis Johannes van Houten și a fost numită după Lycomedes⁠(d). 
Obiectul prezintă o orbită caracterizată de o semiaxă mare de 5,0940756 UAi, o excentricitate de 0,034, o înclinație de 4,94594 ° în raport cu ecliptica.